# 別子飴

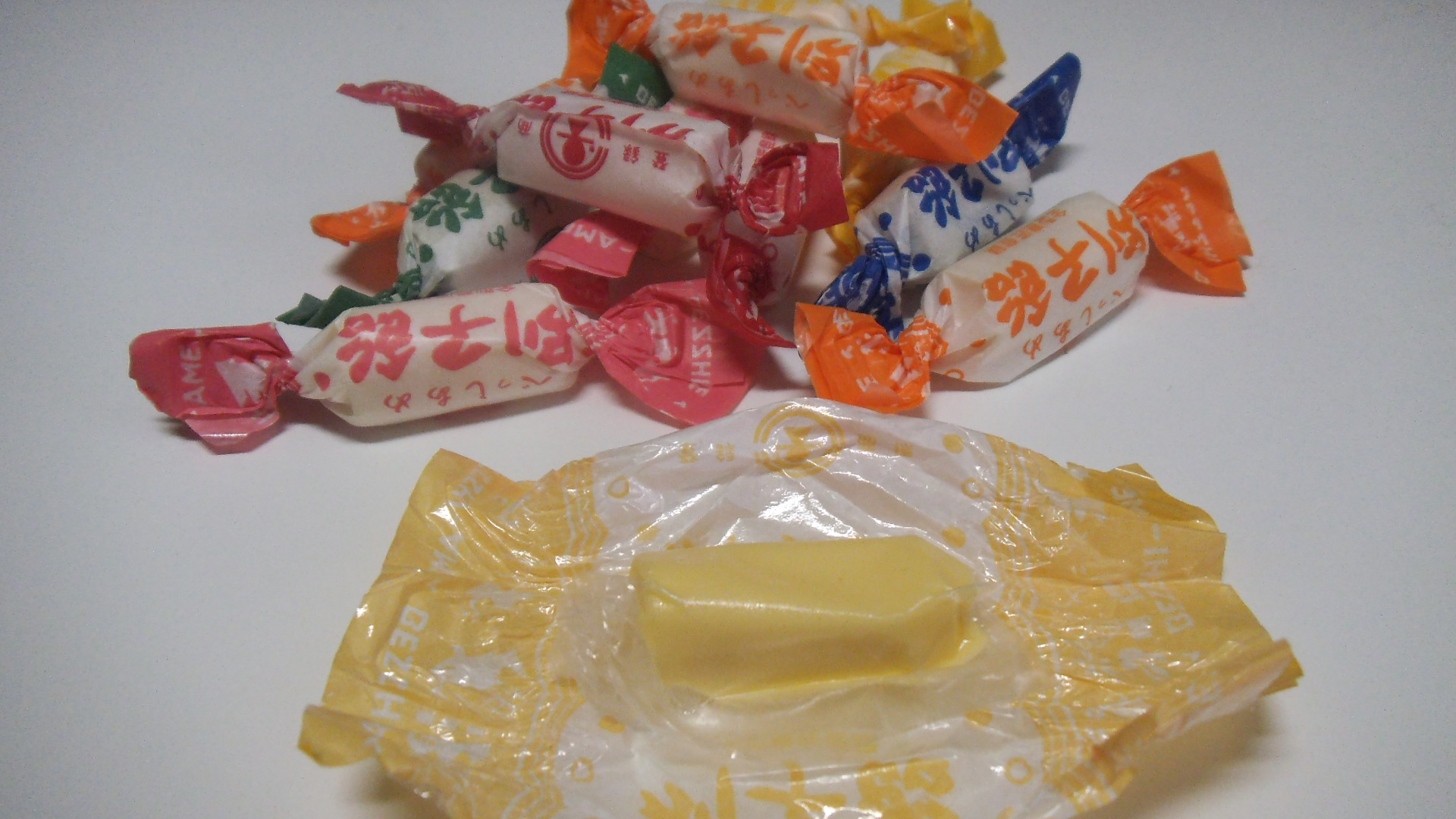
色とりどりの別子飴。

別子飴（べっしあめ）は愛媛県新居浜市にある土産菓子である。
水飴と乳製品を主原料とし、その後上白糖を加えるなどして作り、みかん・いちご・茶・コーヒー・ココア・ピーナッツの持ち味を一粒ごとに包み、色取り鮮やかに表現し、ロール紙で包む。
比較的、新しい菓子であり、新居浜市の地元特産と観光促進の誘致のために1973年に閉山した別子銅山を記念に「別子飴」という称号が付けられた。